# 韮崎市
韮崎市（日语：／ Nirasaki shi */?）為山梨縣北部的市。現任市長為橫內公明（2006年就任）。
截至2012年7月，市內人口有32,084人。

## 歷史
韮崎市在戰國時代是武田氏的根據地之一；江戶時代受德川幕府直接管轄，並且設有驛站。明治時代被劃分成十四個村落，隸屬山梨縣北巨摩郡。韮崎市於1892年9月20日升格為市。
到1954年10月10日，原來的韮崎與多十條村合併，成為新的韮崎市。

## 地理
韮崎市位處山梨縣東北端，屬甲府盆地一部分。與之相鄰的有南阿爾卑斯市、北杜市、甲斐市。
富士川正正流經韮崎市。

## 交通

### 鐵路
- JR東日本中央本線
  - 甲府-鹽尻段

### 道路
- 中央高速
- 國道20號
- 國道52號
- 國道141號

## 出身名人
- 輿石東：日本民主黨議員
- 大村智：2015年諾貝爾生理學或醫學獎得主
- 小林一三：於舊巨摩郡河原部村出生，企業家、政治家，阪急電鐵、東寶、寶塚歌劇團創辦人

## 姐妹城市
- 中国 黑龙江省 佳木斯市[1]（1984年10月10日）

## 外部連結
- 韮崎市 （页面存档备份，存于）